# Fusispermum
Fusispermum é um género botânico pertencente à família Violaceae.

## Espécies
- Fusispermum laxiflorum
- Fusispermum minutiflorum
- Fusispermum rubiolignosum

1. ↑  «Fusispermum — World Flora Online». www.worldfloraonline.org. Consultado em 19 de agosto de 2020